# خورشیدگرفتگی ۷ ژانویه ۲۰۸۴
خورشیدگرفتگی ۷ ژانویه ۲۰۸۴ (به انگلیسی: Solar eclipse of January 7, 2084) یک خورشیدگرفتگی از نوع خورشیدگرفتگی جزئی است. این خورشیدگرفتگی در تاریخ ۷ ژانویه ۲۰۸۴ میلادی (‎۱۷ دی ۱۴۶۲ خورشیدی) روی خواهد داد که زمان اوج آن، ساعت ۱۷:۳۰:۲۳ به‌وقت ساعت هماهنگ جهانی است.